# كريم زينكين
كريم زينكين (بالتركية: Kerim Zengin)‏ (13 أبريل 1985 بمرسين في تركيا - ) هو لاعب كرة قدم تركي في مركز الوسط. شارك مع منتخب تركيا تحت 17 سنة لكرة القدم ومنتخب تركيا تحت 19 سنة لكرة القدم ومنتخب تركيا تحت 20 سنة لكرة القدم ومنتخب تركيا تحت 21 سنة لكرة القدم. أما مع النوادي، فقد لعب مع أنطاليا سبور وسيفاسبور وغازي عنتاب سبور وغنتشلربيرليغي ومرسين إيدمانيوردو ونادي إسطنبول باشاكشهر ونادي بلدية آكهيسار سبور ونادي فنربخشة ونادي كارديمير كارابوك سبور.

## وصلات خارجية
- كريم زينكين على موقع الاتحاد الدولي (مؤرشف)  (الإنجليزية)
- كريم زينكين على موقع الاتحاد الأوربي (الإنجليزية)
- كريم زينكين على موقع اتحاد تركيا (لاعب) (الإنجليزية)
- كريم زينكين على موقع قاعدة بيانات كرة القدم.إي يو (الإنجليزية)
- كريم زينكين على موقع Soccerway.com (الإنجليزية)
- كريم زينكين على موقع عالم كرة القدم.نت (الإنجليزية)